# Xiashuai
Xiashuai (kinesiska: 下帅) är en socken i sydöstra Kina. Den ligger i Huaiji härad i staden Zhaoqing i provinsen Guangdong, omkring 170 kilometer nordväst om provinshuvudstaden Guangzhou. Antalet invånare är 7 579. Befolkningen består av 3 812 kvinnor och 3 767 män. Barn under 15 år utgör 31 %, vuxna 15-64 år 58 %, och äldre över 65 år 9,0 %.
Xiashuai är en etnisk minoritetssocken (族乡,"zu xiang")  för tibetaner och yaofolket.